# Puchar Holandii w piłce siatkowej mężczyzn (2011/2012)
Puchar Holandii w piłce siatkowej mężczyzn 2011/2012 (nider. Nationale Beker Heren 2011/2012) - 39. sezon rozgrywek o siatkarski Puchar Holandii odbywających się od 1974 roku. Zainaugurowane zostały 17 września i trwały do 2012 roku. Brały w nich udział kluby z A-League, B-League, 1e divisie i 2e divisie.
Rozgrywki składały się z trzech rund wstępnych, 1/8 finału, ćwierćfinałów, półfinałów i finału.

## Drużyny uczestniczące
| A-League 10 drużyn        | A-League 10 drużyn | B-League 12 drużyn          | B-League 12 drużyn | 1e divisie 7 drużyn   | 1e divisie 7 drużyn |
| ------------------------- | ------------------ | --------------------------- | ------------------ | --------------------- | ------------------- |
|                           |                    | Abiant Lycurgus Groningen 2 | 3. runda           | Apollo 8              | 2. runda            |
|                           |                    | Alfa/Next Volley Dordrecht  | 3. runda           | AVV Keistad           |                     |
|                           |                    | Bodyscan Twente             | 3. runda           | Donitas               | 2. runda            |
|                           |                    | Flamingo's '56 Gennep       | 3. runda           | Olhaco Hoogeveen      | 1. runda            |
|                           |                    | Florie/NVC                  | 3. runda           | VC Sneek              | 3. runda            |
|                           |                    | Rivo Rijssen                | 3. runda           | VCN King Software     | 2. runda            |
|                           |                    | Sliedrecht Sport            | 3. runda           | Vershuys.com Peelpush | 2. runda            |
|                           |                    | Taurus                      |                    |                       |                     |
|                           |                    | Tauw Gemini S               | 3. runda           |                       |                     |
|                           |                    | US Volleybal Amsterdam      | 3. runda           |                       |                     |
|                           |                    | VISADE Voorburg             |                    |                       |                     |
| VoCASA Volleybal Nijmegen |                    |                             |                    |                       |                     |

| 2e divisie 18 drużyn          | 2e divisie 18 drużyn | Regiodivisie 5 drużyn | Regiodivisie 5 drużyn | Pozostałe 1 drużyna | Pozostałe 1 drużyna |
| ----------------------------- | -------------------- | --------------------- | --------------------- | ------------------- | ------------------- |
| Arvevo                        |                      | AAA BOVO              | 2. runda              | VV Amsterdam        | 1. runda            |
| City Lens Krimpen             | 2. runda             | Civitas Venlo         | 2. runda              |                     |                     |
| DROST/VZK                     | 1. runda             | De Meeuwen Zuidhorn   | 2. runda              |                     |                     |
| Emmen'95                      | 2. runda             | ORMI                  | 2. runda              |                     |                     |
| Hornerhof/HHC                 | 2. runda             | Sliedrecht Sport 3    | 2. runda              |                     |                     |
| FIZZ reclame+communicatie/MAZ | 1. runda             |                       |                       |                     |                     |
| Kindercentrum-Alterno         | 3. runda             |                       |                       |                     |                     |
| Mikro-Electro Roosendaal      | wycofał się          |                       |                       |                     |                     |
| Pegasus                       | 2. runda             |                       |                       |                     |                     |
| Reflex Kampen 2               | 1. runda             |                       |                       |                     |                     |
| Ritola                        | 2. runda             |                       |                       |                     |                     |
| Scylla Volleybal              | 2. runda             |                       |                       |                     |                     |
| Side-Out                      | 3. runda             |                       |                       |                     |                     |
| Sovoco                        |                      |                       |                       |                     |                     |
| Spie/Burgst Breda             | 2. runda             |                       |                       |                     |                     |
| Triade-VCT                    | 2. runda             |                       |                       |                     |                     |
| VC Sarto                      | 1. runda             |                       |                       |                     |                     |
| VTC Woerden                   | 1. runda             |                       |                       |                     |                     |

## Rundy wstępne
Punktacja:
- liczba punktów = liczba wygranych setów

### 1. runda

#### Grupa A
Tabela
| Lp. | Drużyna         | Pkt | Mecze | Mecze | Mecze | Sety | Sety | Sety  | Małe punkty | Małe punkty | Małe punkty |
| Lp. | Drużyna         | Pkt | M     | W     | P     | wyg. | prz. | ratio | zdob.       | str.        | ratio       |
| --- | --------------- | --- | ----- | ----- | ----- | ---- | ---- | ----- | ----------- | ----------- | ----------- |
| 1   | Apollo 8        | 6   | 2     | 2     | 0     | 6    | 3    | 2.000 | 204         | 178         | 1.146       |
| 2   | Ritola          | 5   | 2     | 1     | 1     | 5    | 3    | 1.667 | 185         | 178         | 1.039       |
| 3   | Reflex Kampen 2 | 1   | 2     | 0     | 2     | 1    | 6    | 0.167 | 147         | 180         | 0.817       |

Wyniki spotkań
| Data       | Miejsce | Drużyna 1       | Wynik | Drużyna 2       | Set 1 | Set 2 | Set 3 | Set 4 | Set 5 | Raport |
| ---------- | ------- | --------------- | ----- | --------------- | ----- | ----- | ----- | ----- | ----- | ------ |
| 17.09.2011 | Borne   | Ritola          | 3:0   | Reflex Kampen 2 | 27:25 | 30:28 | 25:19 |       |       |        |
| 17.09.2011 | Borne   | Reflex Kampen 2 | 1:3   | Apollo 8        | 25:23 | 18:25 | 12:25 | 20:25 |       |        |
| 17.09.2011 | Borne   | Apollo 8        | 3:2   | Ritola          | 25:18 | 25:23 | 20:25 | 21:25 | 15:12 |        |

#### Grupa B
Tabela
| Lp. | Drużyna               | Pkt | Mecze | Mecze | Mecze | Sety | Sety | Sety  | Małe punkty | Małe punkty | Małe punkty |
| Lp. | Drużyna               | Pkt | M     | W     | P     | wyg. | prz. | ratio | zdob.       | str.        | ratio       |
| --- | --------------------- | --- | ----- | ----- | ----- | ---- | ---- | ----- | ----------- | ----------- | ----------- |
| 1   | Vershuys.com Peelpush | 6   | 2     | 2     | 0     | 6    | 2    | 3.000 | 185         | 152         | 1.217       |
| 2   | Civitas Venlo         | 3   | 2     | 1     | 1     | 3    | 4    | 0.750 | 144         | 168         | 0.857       |
| 3   | VC Sarto              | 3   | 2     | 0     | 2     | 3    | 6    | 0.500 | 191         | 200         | 0.955       |

Wyniki spotkań
| Data       | Miejsce | Drużyna 1             | Wynik | Drużyna 2             | Set 1 | Set 2 | Set 3 | Set 4 | Set 5 | Raport |
| ---------- | ------- | --------------------- | ----- | --------------------- | ----- | ----- | ----- | ----- | ----- | ------ |
| 17.09.2011 | Meijel  | VC Sarto              | 1:3   | Civitas Venlo         | 22:25 | 23:25 | 25:15 | 23:25 |       |        |
| 17.09.2011 | Meijel  | Civitas Venlo         | 0:3   | Vershuys.com Peelpush | 18:25 | 22:25 | 14:25 |       |       |        |
| 17.09.2011 | Meijel  | Vershuys.com Peelpush | 3:2   | VC Sarto              | 25:21 | 23:25 | 25:20 | 22:25 | 15:7  |        |

#### Grupa C
Kluby Sliedrecht Sport 3 i Sovoco uzyskały automatyczny awans do 2. rudny.

#### Grupa D
| Lp. | Drużyna     | Pkt | Mecze | Mecze | Mecze | Sety | Sety | Sety  | Małe punkty | Małe punkty | Małe punkty |
| Lp. | Drużyna     | Pkt | M     | W     | P     | wyg. | prz. | ratio | zdob.       | str.        | ratio       |
| --- | ----------- | --- | ----- | ----- | ----- | ---- | ---- | ----- | ----------- | ----------- | ----------- |
| 1   | AVV Keistad | 5   | 2     | 1     | 1     | 5    | 3    | 1.667 | 178         | 169         | 1.053       |
| 2   | Scylla      | 5   | 2     | 1     | 1     | 5    | 5    | 1.000 | 207         | 207         | 1.000       |
| 3   | DROST/VZK   | 3   | 2     | 1     | 1     | 3    | 5    | 0.600 | 170         | 179         | 0.950       |

Wyniki spotkań
| Data       | Miejsce | Drużyna 1        | Wynik | Drużyna 2        | Set 1 | Set 2 | Set 3 | Set 4 | Set 5 | Raport |
| ---------- | ------- | ---------------- | ----- | ---------------- | ----- | ----- | ----- | ----- | ----- | ------ |
| 17.09.2011 | Wezep   | AVV Keistad      | 2:3   | Scylla Volleybal | 25:21 | 25:20 | 22:25 | 15:25 | 13:15 |        |
| 17.09.2011 | Wezep   | Scylla Volleybal | 2:3   | DROST/VZK        | 25:21 | 25:21 | 22:25 | 16:25 | 13:15 |        |
| 17.09.2011 | Wezep   | DROST/VZK        | 0:3   | AVV Keistad      | 26:28 | 18:25 | 19:25 |       |       |        |

#### Grupa E
| Lp. | Drużyna                       | Pkt | Mecze | Mecze | Mecze | Sety | Sety | Sety  | Małe punkty | Małe punkty | Małe punkty |
| Lp. | Drużyna                       | Pkt | M     | W     | P     | wyg. | prz. | ratio | zdob.       | str.        | ratio       |
| --- | ----------------------------- | --- | ----- | ----- | ----- | ---- | ---- | ----- | ----------- | ----------- | ----------- |
| 1   | Donitas                       | 6   | 2     | 2     | 0     | 6    | 1    | 6.000 | 175         | 125         | 1.400       |
| 2   | AAA BOVO                      | 3   | 2     | 1     | 1     | 3    | 4    | 0.750 | 156         | 170         | 0.918       |
| 3   | FIZZ reclame+communicatie/MAZ | 2   | 2     | 0     | 2     | 2    | 6    | 0.333 | 169         | 205         | 0.824       |

Wyniki spotkań
| Data       | Miejsce | Drużyna 1                     | Wynik | Drużyna 2                     | Set 1 | Set 2 | Set 3 | Set 4 | Set 5 | Raport |
| ---------- | ------- | ----------------------------- | ----- | ----------------------------- | ----- | ----- | ----- | ----- | ----- | ------ |
| 17.09.2011 | Meppel  | Donitas                       | 3:0   | AAA BOVO                      | 25:18 | 25:15 | 25:18 |       |       |        |
| 17.09.2011 | Meppel  | AAA BOVO                      | 3:1   | FIZZ reclame+communicatie/MAZ | 34:32 | 21:25 | 25:20 | 25:18 |       |        |
| 17.09.2011 | Meppel  | FIZZ reclame+communicatie/MAZ | 1:3   | Donitas                       | 13:25 | 26:24 | 24:26 | 11:25 |       |        |

#### Grupa F
| Lp. | Drużyna           | Pkt | Mecze | Mecze | Mecze | Sety | Sety | Sety  | Małe punkty | Małe punkty | Małe punkty |
| Lp. | Drużyna           | Pkt | M     | W     | P     | wyg. | prz. | ratio | zdob.       | str.        | ratio       |
| --- | ----------------- | --- | ----- | ----- | ----- | ---- | ---- | ----- | ----------- | ----------- | ----------- |
| 1   | VCN King Software | 6   | 2     | 2     | 0     | 6    | 1    | 6.000 | 172         | 136         | 1.265       |
| 2   | Arvevo            | 4   | 2     | 1     | 1     | 4    | 4    | 1.000 | 172         | 168         | 1.024       |
| 3   | VV Amsterdam      | 1   | 2     | 0     | 2     | 1    | 6    | 0.167 | 129         | 169         | 0.763       |

Wyniki spotkań
| Data       | Miejsce | Drużyna 1         | Wynik | Drużyna 2         | Set 1 | Set 2 | Set 3 | Set 4 | Set 5 | Raport |
| ---------- | ------- | ----------------- | ----- | ----------------- | ----- | ----- | ----- | ----- | ----- | ------ |
| 17.09.2011 | Arnhem  | VV Amsterdam      | 1:3   | Arvevo            | 20:25 | 25:19 | 16:25 | 10:25 |       |        |
| 17.09.2011 | Arnhem  | VCN King Software | 3:0   | VV Amsterdam      | 25:16 | 25:23 | 25:19 |       |       |        |
| 17.09.2011 | Arnhem  | Arvevo            | 1:3   | VCN King Software | 18:25 | 25:22 | 20:25 | 15:25 |       |        |

#### Grupa G
Kluby ORMI i Emmy/Side Out uzyskały automatyczny awans do 2. rundy.

#### Grupa H
Kluby City Lens Krimpen i Hornerhof/HHC uzyskały automatyczny awans do 2. rundy.

#### Grupa I
Tabela
| Lp. | Drużyna             | Pkt | Mecze | Mecze | Mecze | Sety | Sety | Sety  | Małe punkty | Małe punkty | Małe punkty |
| Lp. | Drużyna             | Pkt | M     | W     | P     | wyg. | prz. | ratio | zdob.       | str.        | ratio       |
| --- | ------------------- | --- | ----- | ----- | ----- | ---- | ---- | ----- | ----------- | ----------- | ----------- |
| 1   | De Meeuwen Zuidhorn | 6   | 2     | 2     | 0     | 6    | 2    | 3.000 | 187         | 159         | 1.176       |
| 2   | Emmen'95            | 5   | 2     | 1     | 1     | 5    | 4    | 1.250 | 201         | 188         | 1.069       |
| 3   | VTC Woerden         | 1   | 2     | 0     | 2     | 1    | 6    | 0.167 | 130         | 171         | 0.760       |

Wyniki spotkań
| Data       | Miejsce  | Drużyna 1           | Wynik | Drużyna 2           | Set 1 | Set 2 | Set 3 | Set 4 | Set 5 | Raport |
| ---------- | -------- | ------------------- | ----- | ------------------- | ----- | ----- | ----- | ----- | ----- | ------ |
| 17.09.2011 | Zuidhorn | VTC Woerden         | 0:3   | De Meeuwen Zuidhorn | 19:25 | 20:25 | 15:25 |       |       |        |
| 17.09.2011 | Zuidhorn | De Meeuwen Zuidhorn | 3:2   | Emmen'95            | 29:27 | 22:25 | 25:20 | 21:25 | 15:8  |        |
| 17.09.2011 | Zuidhorn | Emmen'95            | 3:1   | VTC Woerden         | 25:15 | 25:14 | 21:25 | 25:22 |       |        |

#### Grupa J
Klub Triade-VCT uzyskał automatyczny awans do 2. rundy. Klub Mikro-Electro Roosendaal wycofał się z rozgrywek.

#### Grupa K
Tabela
| Lp. | Drużyna               | Pkt | Mecze | Mecze | Mecze | Sety | Sety | Sety  | Małe punkty | Małe punkty | Małe punkty |
| Lp. | Drużyna               | Pkt | M     | W     | P     | wyg. | prz. | ratio | zdob.       | str.        | ratio       |
| --- | --------------------- | --- | ----- | ----- | ----- | ---- | ---- | ----- | ----------- | ----------- | ----------- |
| 1   | VC Sneek              | 6   | 2     | 2     | 0     | 6    | 1    | 6.000 | 163         | 158         | 1.032       |
| 2   | Kindercentrum-Alterno | 4   | 2     | 1     | 1     | 4    | 3    | 1.333 | 168         | 156         | 1.077       |
| 3   | Olhaco Hoogeveen      | 0   | 2     | 0     | 2     | 0    | 6    | 0.000 | 138         | 155         | 0.890       |

Wyniki spotkań
| Data       | Miejsce | Drużyna 1             | Wynik | Drużyna 2             | Set 1 | Set 2 | Set 3 | Set 4 | Set 5 | Raport |
| ---------- | ------- | --------------------- | ----- | --------------------- | ----- | ----- | ----- | ----- | ----- | ------ |
| 17.09.2011 | Sneek   | Olhaco Hoogeveen      | 0:3   | Kindercentrum-Alterno | 23:25 | 26:28 | 21:25 |       |       |        |
| 17.09.2011 | Sneek   | Kindercentrum-Alterno | 1:3   | VC Sneek              | 23:25 | 19:25 | 25:11 | 23:25 |       |        |
| 17.09.2011 | Sneek   | VC Sneek              | 3:0   | Olhaco Hoogeveen      | 25:21 | 25:22 | 27:25 |       |       |        |

### 2. runda

#### Grupa A
Tabela
| Lp. | Drużyna  | Pkt | Mecze | Mecze | Mecze | Sety | Sety | Sety  | Małe punkty | Małe punkty | Małe punkty |
| Lp. | Drużyna  | Pkt | M     | W     | P     | wyg. | prz. | ratio | zdob.       | str.        | ratio       |
| --- | -------- | --- | ----- | ----- | ----- | ---- | ---- | ----- | ----------- | ----------- | ----------- |
| 1   | VC Sneek | 5   | 3     | 2     | 1     | 5    | 3    | 1.667 | 171         | 164         | 1.043       |
| 2   | Donitas  | 4   | 3     | 2     | 1     | 4    | 3    | 1.333 | 156         | 152         | 1.026       |
| 3   | Scylla   | 4   | 3     | 1     | 2     | 4    | 5    | 0.800 | 179         | 179         | 1.000       |
| 4   | Apollo 8 | 3   | 3     | 1     | 2     | 3    | 5    | 0.600 | 162         | 173         | 0.936       |

Wyniki spotkań
| Data       | Miejsce | Drużyna 1        | Wynik | Drużyna 2        | Set 1 | Set 2 | Set 3 | Raport |
| ---------- | ------- | ---------------- | ----- | ---------------- | ----- | ----- | ----- | ------ |
| 22.10.2011 | Sneek   | Scylla Volleybal | 1:2   | Donitas          | 25:23 | 22:25 | 8:15  |        |
| 22.10.2011 | Sneek   | Apollo 8         | 2:1   | VC Sneek         | 25:20 | 23:25 | 15:12 |        |
| 22.10.2011 | Sneek   | VC Sneek         | 2:0   | Donitas          | 25:22 | 25:20 |       |        |
| 22.10.2011 | Sneek   | Scylla Volleybal | 2:1   | Apollo 8         | 25:27 | 25:14 | 15:11 |        |
| 22.10.2011 | Sneek   | VC Sneek         | 2:1   | Scylla Volleybal | 24:26 | 25:21 | 15:12 |        |
| 22.10.2011 | Sneek   | Donitas          | 2:0   | Apollo 8         | 25:23 | 26:24 |       |        |

#### Grupa B
Tabela
| Lp. | Drużyna               | Pkt | Mecze | Mecze | Mecze | Sety | Sety | Sety  | Małe punkty | Małe punkty | Małe punkty |
| Lp. | Drużyna               | Pkt | M     | W     | P     | wyg. | prz. | ratio | zdob.       | str.        | ratio       |
| --- | --------------------- | --- | ----- | ----- | ----- | ---- | ---- | ----- | ----------- | ----------- | ----------- |
| 1   | Sovoco                | 5   | 3     | 2     | 1     | 5    | 3    | 1.667 | 177         | 153         | 1.157       |
| 2   | Vershuys.com Peelpush | 5   | 3     | 2     | 1     | 5    | 4    | 1.250 | 188         | 172         | 1.093       |
| 3   | Emmen'95              | 4   | 3     | 1     | 2     | 4    | 5    | 0.800 | 180         | 186         | 0.968       |
| 4   | Spie/Burgst Breda     | 3   | 3     | 1     | 2     | 3    | 5    | 0.600 | 142         | 176         | 0.807       |

Wyniki spotkań
| Data       | Miejsce | Drużyna 1             | Wynik | Drużyna 2             | Set 1 | Set 2 | Set 3 | Raport |
| ---------- | ------- | --------------------- | ----- | --------------------- | ----- | ----- | ----- | ------ |
| 22.10.2011 | Soest   | Emmen'95              | 1:2   | Vershuys.com Peelpush | 29:27 | 23:25 | 7:15  |        |
| 22.10.2011 | Soest   | Spie/Burgst Breda     | 0:2   | Sovoco                | 12:25 | 24:26 |       |        |
| 22.10.2011 | Soest   | Sovoco                | 2:1   | Vershuys.com Peelpush | 26:24 | 23:25 | 15:9  |        |
| 22.10.2011 | Soest   | Emmen'95              | 1:2   | Spie/Burgst Breda     | 25:16 | 23:25 | 14:16 |        |
| 22.10.2011 | Soest   | Sovoco                | 1:2   | Emmen'95              | 25:17 | 25:27 | 12:15 |        |
| 22.10.2011 | Soest   | Vershuys.com Peelpush | 2:1   | Spie/Burgst Breda     | 23:25 | 25:16 | 15:8  |        |

#### Grupa C
Tabela
| Lp. | Drużyna       | Pkt | Mecze | Mecze | Mecze | Sety | Sety | Sety  | Małe punkty | Małe punkty | Małe punkty |
| Lp. | Drużyna       | Pkt | M     | W     | P     | wyg. | prz. | ratio | zdob.       | str.        | ratio       |
| --- | ------------- | --- | ----- | ----- | ----- | ---- | ---- | ----- | ----------- | ----------- | ----------- |
| 1   | Arvevo        | 6   | 3     | 3     | 0     | 6    | 2    | 3.000 | ?           | ?           | bd.         |
| 2   | Pegasus       | 5   | 3     | 2     | 1     | 5    | 2    | 2.500 | 161         | 144         | 1.118       |
| 3   | Ritola        | 3   | 3     | 1     | 2     | 3    | 4    | 0.750 | ?           | ?           | bd.         |
| 4   | Hornerhof/HHC | 0   | 3     | 0     | 3     | 0    | 6    | 0.000 | ?           | ?           | bd.         |

Wyniki spotkań
| Data       | Miejsce | Drużyna 1     | Wynik | Drużyna 2     | Set 1 | Set 2 | Set 3 | Raport |
| ---------- | ------- | ------------- | ----- | ------------- | ----- | ----- | ----- | ------ |
| 22.10.2011 | Horn    | Hornerhof/HHC | 0:2   | Ritola        |       |       |       |        |
| 22.10.2011 | Horn    | Pegasus       | 1:2   | Arvevo        | 25:18 | 25:27 | 9:15  |        |
| 22.10.2011 | Horn    | Arvevo        | 2:1   | Ritola        |       |       |       |        |
| 22.10.2011 | Horn    | Hornerhof/HHC | 0:2   | Pegasus       | 15:25 | 23:25 |       |        |
| 22.10.2011 | Horn    | Arvevo        | 2:0   | Hornerhof/HHC |       |       |       |        |
| 22.10.2011 | Horn    | Ritola        | 0:2   | Pegasus       | 25:27 | 21:25 |       |        |

#### Grupa D
Tabela
| Lp. | Drużyna           | Pkt | Mecze | Mecze | Mecze | Sety | Sety | Sety  | Małe punkty | Małe punkty | Małe punkty |
| Lp. | Drużyna           | Pkt | M     | W     | P     | wyg. | prz. | ratio | zdob.       | str.        | ratio       |
| --- | ----------------- | --- | ----- | ----- | ----- | ---- | ---- | ----- | ----------- | ----------- | ----------- |
| 1   | AVV Keistad       | 6   | 3     | 3     | 0     | 6    | 0    | MAX   | 151         | 107         | 1.411       |
| 2   | City Lens Krimpen | 3   | 3     | 1     | 2     | 3    | 4    | 0.750 | 136         | 147         | 0.925       |
| 3   | ORMI              | 3   | 3     | 1     | 2     | 3    | 5    | 0.600 | 150         | 165         | 0.909       |
| 4   | Triade-VCT        | 2   | 3     | 1     | 2     | 2    | 5    | 0.400 | 147         | 165         | 0.891       |

Wyniki spotkań
| Data       | Miejsce    | Drużyna 1         | Wynik | Drużyna 2         | Set 1 | Set 2 | Set 3 | Raport |
| ---------- | ---------- | ----------------- | ----- | ----------------- | ----- | ----- | ----- | ------ |
| 22.10.2011 | Triade-VCT | Scylla Volleybal  | 0:2   | City Lens Krimpen | 24:26 | 15:25 |       |        |
| 22.10.2011 | Triade-VCT | ORMI              | 0:2   | AVV Keistad       | 18:25 | 11:25 |       |        |
| 22.10.2011 | Triade-VCT | AVV Keistad       | 2:0   | City Lens Krimpen | 25:18 | 25:16 |       |        |
| 22.10.2011 | Triade-VCT | Triade-VCT        | 2:1   | ORMI              | 21:25 | 28:26 | 15:12 |        |
| 22.10.2011 | Triade-VCT | AVV Keistad       | 2:0   | Triade-VCT        | 25:20 | 26:24 |       |        |
| 22.10.2011 | Triade-VCT | City Lens Krimpen | 1:2   | ORMI              | 19:25 | 25:18 | 7:15  |        |

#### Grupa E
Tabela
| Lp. | Drużyna             | Pkt | Mecze | Mecze | Mecze | Sety | Sety | Sety  | Małe punkty | Małe punkty | Małe punkty |
| Lp. | Drużyna             | Pkt | M     | W     | P     | wyg. | prz. | ratio | zdob.       | str.        | ratio       |
| --- | ------------------- | --- | ----- | ----- | ----- | ---- | ---- | ----- | ----------- | ----------- | ----------- |
| 1   | Side-Out            | 6   | 3     | 3     | 0     | 6    | 0    | MAX   | 150         | 101         | 1.485       |
| 2   | De Meeuwen Zuidhorn | 4   | 3     | 2     | 1     | 4    | 2    | 2.000 | 139         | 122         | 1.139       |
| 3   | VCN King Software   | 2   | 3     | 1     | 2     | 2    | 4    | 0.500 | 119         | 138         | 0.862       |
| 4   | Sliedrecht Sport 3  | 0   | 3     | 0     | 3     | 0    | 6    | 0.000 | 103         | 150         | 0.687       |

Wyniki spotkań
| Data       | Miejsce   | Drużyna 1           | Wynik | Drużyna 2           | Set 1 | Set 2 | Set 3 | Raport |
| ---------- | --------- | ------------------- | ----- | ------------------- | ----- | ----- | ----- | ------ |
| 22.10.2011 | Slagharen | De Meeuwen Zuidhorn | 0:2   | Side-Out            | 18:25 | 21:25 |       |        |
| 22.10.2011 | Slagharen | Sliedrecht Sport 3  | 0:2   | VCN King Software   | 22:25 | 16:25 |       |        |
| 22.10.2011 | Slagharen | VCN King Software   | 0:2   | Side-Out            | 12:25 | 17:25 |       |        |
| 22.10.2011 | Slagharen | De Meeuwen Zuidhorn | 2:0   | Sliedrecht Sport 3  | 25:19 | 25:13 |       |        |
| 22.10.2011 | Slagharen | VCN King Software   | 0:2   | De Meeuwen Zuidhorn | 20:25 | 20:25 |       |        |
| 22.10.2011 | Slagharen | Side-Out            | 2:0   | Sliedrecht Sport 3  | 25:15 | 25:18 |       |        |

#### Grupa F
Tabela
| Lp. | Drużyna               | Pkt | Mecze | Mecze | Mecze | Sety | Sety | Sety  | Małe punkty | Małe punkty | Małe punkty |
| Lp. | Drużyna               | Pkt | M     | W     | P     | wyg. | prz. | ratio | zdob.       | str.        | ratio       |
| --- | --------------------- | --- | ----- | ----- | ----- | ---- | ---- | ----- | ----------- | ----------- | ----------- |
| 1   | Kindercentrum-Alterno | 6   | 2     | 2     | 0     | 6    | 0    | MAX   | 150         | 102         | 1.471       |
| 2   | Civitas Venlo         | 3   | 2     | 1     | 1     | 3    | 4    | 0.750 | 147         | 166         | 0.886       |
| 3   | AAA BOVO              | 1   | 2     | 0     | 2     | 1    | 6    | 0.167 | 139         | 168         | 0.827       |

Wyniki spotkań
| Data       | Miejsce | Drużyna 1     | Wynik | Drużyna 2             | Set 1 | Set 2 | Set 3 | Set 4 | Set 5 | Raport |
| ---------- | ------- | ------------- | ----- | --------------------- | ----- | ----- | ----- | ----- | ----- | ------ |
| 22.10.2011 | Venlo   | AAA BOVO      | 1:3   | Civitas Venlo         | 22:25 | 21:25 | 25:18 | 23:25 |       |        |
| 22.10.2011 | Venlo   | AAA BOVO      | 0:3   | Kindercentrum-Alterno | 15:25 | 17:25 | 16:25 |       |       |        |
| 22.10.2011 | Venlo   | Civitas Venlo | 0:3   | Kindercentrum-Alterno | 17:25 | 23:25 | 14:25 |       |       |        |

### 3. runda

#### Grupa A
Tabela
| Lp. | Drużyna      | Pkt | Mecze | Mecze | Mecze | Sety | Sety | Sety  | Małe punkty | Małe punkty | Małe punkty |
| Lp. | Drużyna      | Pkt | M     | W     | P     | wyg. | prz. | ratio | zdob.       | str.        | ratio       |
| --- | ------------ | --- | ----- | ----- | ----- | ---- | ---- | ----- | ----------- | ----------- | ----------- |
| 1   | Taurus       | 6   | 2     | 2     | 0     | 6    | 2    | 3.000 | 186         | 158         | 1.177       |
| 2   | VC Sneek     | 3   | 2     | 1     | 1     | 3    | 3    | 1.000 | 139         | 139         | 1.000       |
| 3   | Rivo Rijssen | 2   | 2     | 0     | 2     | 2    | 6    | 0.333 | 157         | 185         | 0.849       |

Wyniki spotkań
| Data       | Miejsce | Drużyna 1    | Wynik | Drużyna 2    | Set 1 | Set 2 | Set 3 | Set 4 | Set 5 | Raport |
| ---------- | ------- | ------------ | ----- | ------------ | ----- | ----- | ----- | ----- | ----- | ------ |
| 26.11.2011 | Sneek   | Taurus       | 3:2   | Rivo Rijssen | 25:27 | 20:25 | 25:20 | 25:13 | 15:9  |        |
| 26.11.2011 | Sneek   | Rivo Rijssen | 0:3   | VC Sneek     | 22:25 | 19:25 | 22:25 |       |       |        |
| 26.11.2011 | Sneek   | VC Sneek     | 0:3   | Taurus       | 19:25 | 24:26 | 21:25 |       |       |        |

#### Grupa B
Tabela
| Lp. | Drużyna          | Pkt | Mecze | Mecze | Mecze | Sety | Sety | Sety  | Małe punkty | Małe punkty | Małe punkty |
| Lp. | Drużyna          | Pkt | M     | W     | P     | wyg. | prz. | ratio | zdob.       | str.        | ratio       |
| --- | ---------------- | --- | ----- | ----- | ----- | ---- | ---- | ----- | ----------- | ----------- | ----------- |
| 1   | Sovoco           | 6   | 2     | 2     | 0     | 6    | 1    | 6.000 | 166         | 154         | 1.078       |
| 2   | Florie/NVC       | 4   | 2     | 1     | 1     | 4    | 3    | 1.333 | 167         | 157         | 1.064       |
| 3   | Sliedrecht Sport | 0   | 2     | 0     | 2     | 0    | 6    | 0.000 | 128         | 150         | 0.853       |

Wyniki spotkań
| Data       | Miejsce | Drużyna 1        | Wynik | Drużyna 2        | Set 1 | Set 2 | Set 3 | Set 4 | Set 5 | Raport |
| ---------- | ------- | ---------------- | ----- | ---------------- | ----- | ----- | ----- | ----- | ----- | ------ |
| 26.11.2011 | Soest   | Sovoco           | 3:0   | Sliedrecht Sport | 25:20 | 25:22 | 25:20 |       |       |        |
| 26.11.2011 | Soest   | Sliedrecht Sport | 0:3   | Florie/NVC       | 23:25 | 20:25 | 23:25 |       |       |        |
| 26.11.2011 | Soest   | Florie/NVC       | 1:3   | Sovoco           | 23:25 | 22:25 | 25:16 | 22:25 |       |        |

#### Grupa C
Tabela
| Lp. | Drużyna                     | Pkt | Mecze | Mecze | Mecze | Sety | Sety | Sety  | Małe punkty | Małe punkty | Małe punkty |
| Lp. | Drużyna                     | Pkt | M     | W     | P     | wyg. | prz. | ratio | zdob.       | str.        | ratio       |
| --- | --------------------------- | --- | ----- | ----- | ----- | ---- | ---- | ----- | ----------- | ----------- | ----------- |
| 1   | Arvevo                      | 6   | 2     | 2     | 0     | 6    | 4    | 1.500 | 208         | 208         | 1.000       |
| 2   | Abiant Lycurgus Groningen 2 | 5   | 2     | 1     | 1     | 5    | 3    | 1.667 | 183         | 162         | 1.130       |
| 3   | Bodyscan Twente             | 2   | 2     | 0     | 2     | 2    | 6    | 0.333 | 155         | 176         | 0.881       |

Wyniki spotkań
| Data       | Miejsce | Drużyna 1                   | Wynik | Drużyna 2                   | Set 1 | Set 2 | Set 3 | Set 4 | Set 5 | Raport |
| ---------- | ------- | --------------------------- | ----- | --------------------------- | ----- | ----- | ----- | ----- | ----- | ------ |
| 26.11.2011 | Arnhem  | Abiant Lycurgus Groningen 2 | 3:0   | Bodyscan Twente             | 25:17 | 25:19 | 25:19 |       |       |        |
| 26.11.2011 | Arnhem  | Bodyscan Twente             | 2:3   | Arvevo                      | 18:25 | 25:14 | 25:22 | 20:25 | 12:15 |        |
| 26.11.2011 | Arnhem  | Arvevo                      | 3:2   | Abiant Lycurgus Groningen 2 | 19:25 | 19:25 | 25:21 | 29:27 | 15:10 |        |

#### Grupa D
Tabela
| Lp. | Drużyna                    | Pkt | Mecze | Mecze | Mecze | Sety | Sety | Sety  | Małe punkty | Małe punkty | Małe punkty |
| Lp. | Drużyna                    | Pkt | M     | W     | P     | wyg. | prz. | ratio | zdob.       | str.        | ratio       |
| --- | -------------------------- | --- | ----- | ----- | ----- | ---- | ---- | ----- | ----------- | ----------- | ----------- |
| 1   | AVV Keistad                | 6   | 2     | 2     | 0     | 6    | 4    | 1.500 | 212         | 199         | 1.065       |
| 2   | Flamingo's '56 Gennep      | 5   | 2     | 1     | 1     | 5    | 4    | 1.250 | 190         | 182         | 1.044       |
| 3   | Alfa/Next Volley Dordrecht | 3   | 2     | 0     | 2     | 3    | 6    | 0.500 | 183         | 204         | 0.897       |

Wyniki spotkań
| Data       | Miejsce    | Drużyna 1                  | Wynik | Drużyna 2                  | Set 1 | Set 2 | Set 3 | Set 4 | Set 5 | Raport |
| ---------- | ---------- | -------------------------- | ----- | -------------------------- | ----- | ----- | ----- | ----- | ----- | ------ |
| 26.11.2011 | Amersfoort | Alfa/Next Volley Dordrecht | 2:3   | AVV Keistad                | 20:25 | 25:22 | 25:19 | 18:25 | 16:18 |        |
| 26.11.2011 | Amersfoort | Flamingo's '56 Gennep      | 3:1   | Alfa/Next Volley Dordrecht | 25:21 | 20:25 | 25:15 | 25:18 |       |        |
| 26.11.2011 | Amersfoort | AVV Keistad                | 3:2   | Flamingo's '56 Gennep      | 20:25 | 18:25 | 25:18 | 25:20 | 15:7  |        |

#### Grupa E
Tabela
| Lp. | Drużyna                   | Pkt | Mecze | Mecze | Mecze | Sety | Sety | Sety  | Małe punkty | Małe punkty | Małe punkty |
| Lp. | Drużyna                   | Pkt | M     | W     | P     | wyg. | prz. | ratio | zdob.       | str.        | ratio       |
| --- | ------------------------- | --- | ----- | ----- | ----- | ---- | ---- | ----- | ----------- | ----------- | ----------- |
| 1   | VoCASA Volleybal Nijmegen | 6   | 2     | 2     | 0     | 6    | 3    | 2.000 | 211         | 188         | 1.122       |
| 2   | Side-Out                  | 4   | 2     | 1     | 1     | 4    | 4    | 1.000 | 185         | 195         | 0.949       |
| 3   | US Volleybal Amsterdam    | 3   | 2     | 0     | 2     | 3    | 6    | 0.500 | 195         | 208         | 0.938       |

Wyniki spotkań
| Data       | Miejsce   | Drużyna 1                 | Wynik | Drużyna 2                 | Set 1 | Set 2 | Set 3 | Set 4 | Set 5 | Raport |
| ---------- | --------- | ------------------------- | ----- | ------------------------- | ----- | ----- | ----- | ----- | ----- | ------ |
| 26.11.2011 | Slagharen | US Volleybal Amsterdam    | 2:3   | VoCASA Volleybal Nijmegen | 28:26 | 25:19 | 22:25 | 18:25 | 8:15  |        |
| 26.11.2011 | Slagharen | VoCASA Volleybal Nijmegen | 3:1   | Side-Out                  | 25:17 | 26:28 | 25:21 | 25:21 |       |        |
| 26.11.2011 | Slagharen | Side-Out                  | 3:1   | US Volleybal Amsterdam    | 22:25 | 25:23 | 26:24 | 25:22 |       |        |

#### Grupa F
Tabela
| Lp. | Drużyna               | Pkt | Mecze | Mecze | Mecze | Sety | Sety | Sety  | Małe punkty | Małe punkty | Małe punkty |
| Lp. | Drużyna               | Pkt | M     | W     | P     | wyg. | prz. | ratio | zdob.       | str.        | ratio       |
| --- | --------------------- | --- | ----- | ----- | ----- | ---- | ---- | ----- | ----------- | ----------- | ----------- |
| 1   | VISADE Voorburg       | 6   | 2     | 2     | 0     | 6    | 3    | 2.000 | 203         | 186         | 1.091       |
| 2   | Kindercentrum-Alterno | 5   | 2     | 1     | 1     | 5    | 3    | 1.667 | 172         | 153         | 1.124       |
| 3   | Tauw Gemini S         | 1   | 2     | 0     | 2     | 1    | 6    | 0.167 | 139         | 175         | 0.794       |

Wyniki spotkań
| Data       | Miejsce   | Drużyna 1             | Wynik | Drużyna 2             | Set 1 | Set 2 | Set 3 | Set 4 | Set 5 | Raport |
| ---------- | --------- | --------------------- | ----- | --------------------- | ----- | ----- | ----- | ----- | ----- | ------ |
| 26.11.2011 | Apeldoorn | Kindercentrum-Alterno | 2:3   | VISADE Voorburg       | 22:25 | 25:22 | 25:16 | 18:25 | 7:15  |        |
| 26.11.2011 | Apeldoorn | VISADE Voorburg       | 3:1   | Tauw Gemini S         | 24:26 | 25:19 | 25:20 | 26:24 |       |        |
| 26.11.2011 | Apeldoorn | Tauw Gemini S         | 0:3   | Kindercentrum-Alterno | 17:25 | 20:25 | 13:25 |       |       |        |

## 1/8 finału
| Data       | Drużyna 1               |     | Drużyna 2                    | Sety                                |
| ---------- | ----------------------- | --- | ---------------------------- | ----------------------------------- |
| 17.12.2011 | AVV Keistad             | 1:3 | Langhenkel Volley Doetinchem | (25:18, 16:25, 20:25, 18:25)        |
| 17.12.2011 | Taurus                  | 3:1 | VoCASA Volleybal Nijmegen    | (19:25, 25:19, 25:18, 25:14)        |
| 12.01.2012 | Zalsman Reflex          | 0:3 | VV Zaanstad                  | (23:25, 23:25, 18:25)               |
| 24.01.2012 | Prins/VCV               | 0:3 | Draisma Dynamo Apeldoorn     | (18:25, 17:25, 17:25)               |
| 24.01.2012 | Arvevo                  | 0:3 | BMC SSS                      | (13:25, 19:25, 13:25)               |
| 26.01.2012 | Netwerk STV             | 2:3 | Abiant Lycurgus Groningen    | (18:25, 24:26, 25:19, 25:17, 11:15) |
| 18.12.2011 | Landstede Volleybal/VCZ | 3:0 | Fusion Rotterdam             | (25:0, 25:0, 25:0)                  |
| 17.12.2011 | Sovoco                  | 3:2 | VISADE Voorburg              | (19:25, 23:25, 25:18, 25:22, 15:11) |

## Ćwierćfinały
| Data       | Drużyna 1                    |     | Drużyna 2                 | Sety                         |
| ---------- | ---------------------------- | --- | ------------------------- | ---------------------------- |
| 29.02.2012 | Sovoco                       | 0:3 | VV Zaanstad               | (23:25, 19:25, 25:27)        |
| 15.02.2012 | Draisma Dynamo Apeldoorn     | 3:0 | Taurus                    | (25:19, 25:18, 25:18)        |
| 15.02.2012 | Landstede Volleybal/VCZ      | 3:1 | Abiant Lycurgus Groningen | (26:28, 25:22, 25:12, 25:23) |
| 14.02.2012 | Langhenkel Volley Doetinchem | 3:0 | BMC SSS                   | (25:16, 25:15, 25:14)        |

## Półfinały
| Data       | Drużyna 1                    |     | Drużyna 2                | Sety                               |
| ---------- | ---------------------------- | --- | ------------------------ | ---------------------------------- |
| 07.03.2012 | Landstede Volleybal/VCZ      | 3:0 | VV Zaanstad              | (25:20, 25:12, 25:18)              |
| 15.03.2012 | Landstede Volleybal/VCZ      | 0:3 | VV Zaanstad              | (22:25, 21:25, 21:25)              |
| 06.03.2012 | Langhenkel Volley Doetinchem | 3:2 | Draisma Dynamo Apeldoorn | (25:23, 25:23, 15:25, 18:25, 15:7) |
| 14.03.2012 | Langhenkel Volley Doetinchem | 3:1 | Draisma Dynamo Apeldoorn | (25:21, 22:25, 25:20, 25:17)       |

## Finał
| Data       | Drużyna 1               |     | Drużyna 2                    | Sety                         |
| ---------- | ----------------------- | --- | ---------------------------- | ---------------------------- |
| 07.03.2012 | Landstede Volleybal/VCZ | 3:1 | Langhenkel Volley Doetinchem | (26:24, 20:25, 25:22, 25:17) |